# Broc Parkes

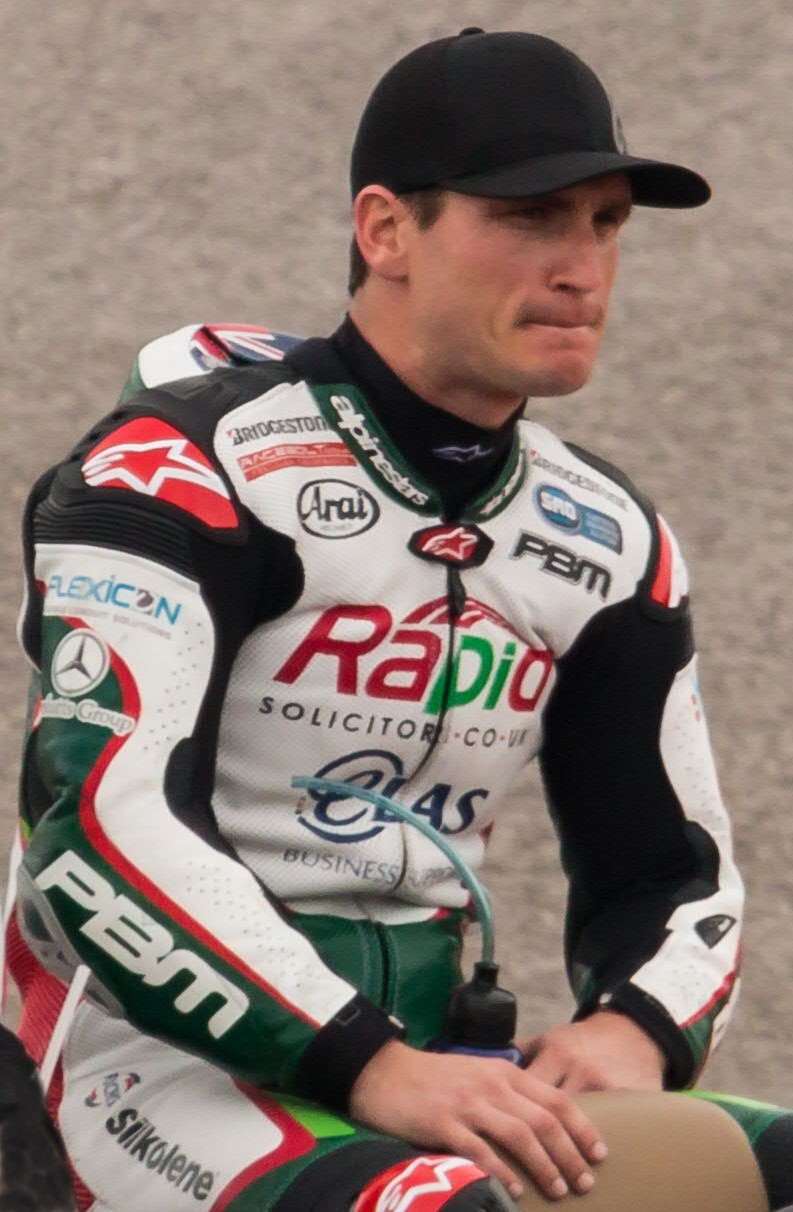
Broc Parkes op het Circuit of the Americas in 2014.

Broc Parkes (Hunter Region, 24 december 1981) is een Australisch motorcoureur.

## Carrière
In 1987 begon Parkes met het deelnemen aan verschillende dirt bike-races, waarin hij veel succes behaalde. Ook reed hij veel speedway-races in de juniorklassen en werd tweede in het Australische kampioenschap onder 16 jaar in 1997. Hierna stapte hij over naar het circuitracen en won de Australische 125cc en 250cc-titels op een Honda in 1999. Dat jaar maakte hij ook zijn debuut in de 125cc-klasse van het wereldkampioenschap wegrace op een Honda in zijn thuisrace, waarin hij als 23e over de finish kwam. In 2000 reed hij in zijn eerste fulltime internationale kampioenschap, waarin hij als derde eindigde in de All Japan X Formula.
In 2001 maakte Parkes zijn debuut in het wereldkampioenschap superbike op een Ducati. Hij werd zestiende in het kampioenschap met een vijfde plaats in zijn thuisrace op het Phillip Island Grand Prix Circuit als beste resultaat. In 2002 kwam hij niet verder dan drie achtste plaatsen, maar verbeterde zich wel naar de elfde positie in de eindstand. In 2003 maakte hij vervolgens de overstap naar het wereldkampioenschap supersport op een Honda, maar kon door financiële problemen van zijn team het seizoen niet voltooien en werd dertiende in de eindstand. In 2004 stapte hij over naar het Nederlandse Ten Kate Racing en werd achter zijn dominerende land- en teamgenoot Karl Muggeridge tweede in het kampioenschap.
In 2005 stapte Parkes in het wereldkampioenschap supersport over naar het fabrieksteam van Yamaha. Hij kende een moeilijk seizoen, maar sloot het jaar af met zijn eerste overwinning in het kampioenschap op het Circuit Magny-Cours en werd hierdoor zesde in het klassement. In 2006 was hij belangrijk in de strijd om de titel en won de race op Brands Hatch, voordat hij zwaar geblesseerd raakte na een crash op het TT-Circuit Assen. Hij keerde later in het seizoen wel terug en wist als vierde te eindigen in de eindstand. In 2007 behaalde hij zeges op Brands Hatch en de Lausitzring en eindigde opnieuw als tweede in het kampioenschap, zij het op grote achterstand op Kenan Sofuoğlu. In 2008 won hij de eerste race op het Losail International Circuit, maar eindigde in de overige races nog slechts vier keer op het podium en werd hiermee vierde in het klassement.

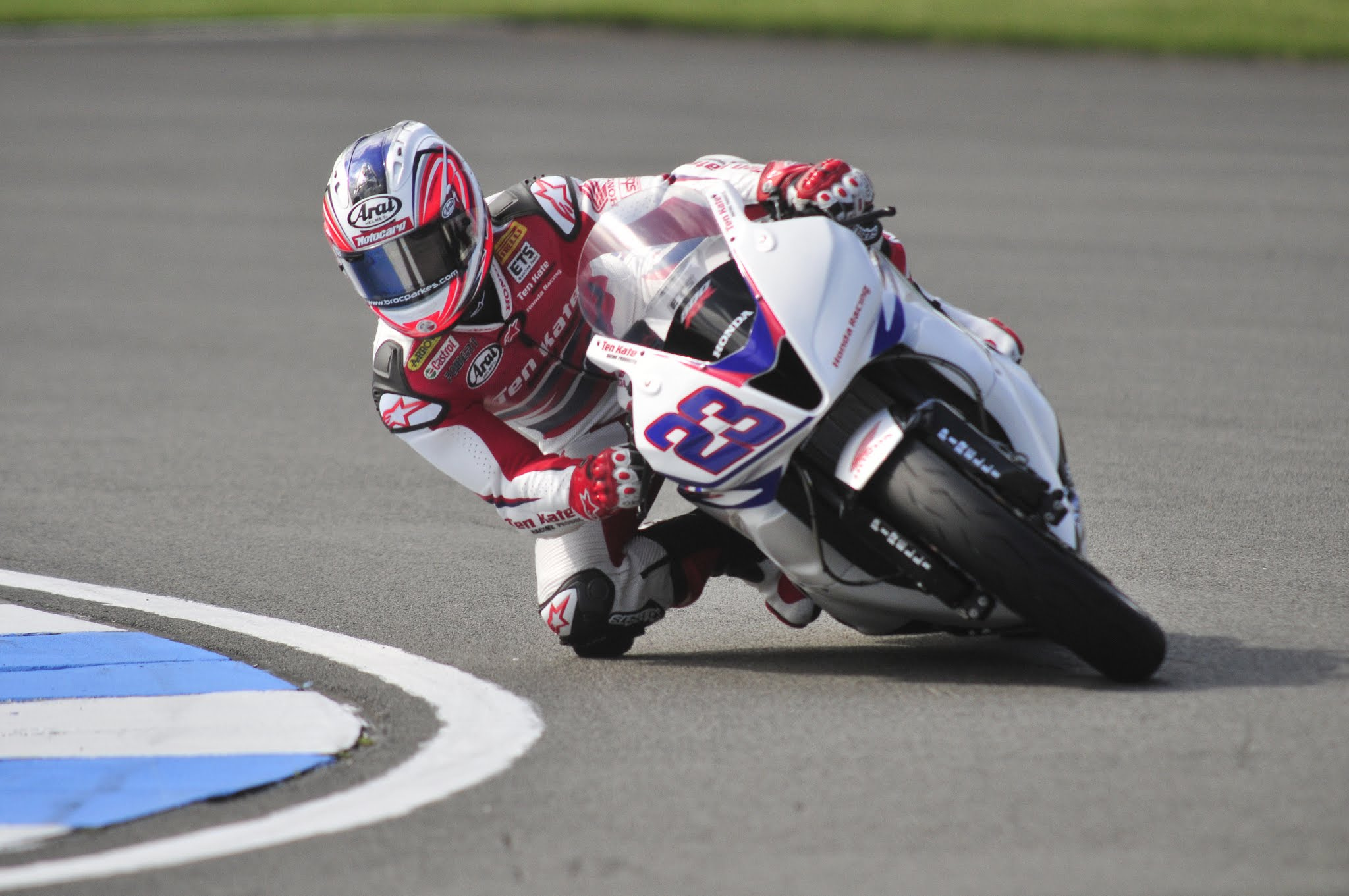
Parkes in het wereldkampioenschap supersport op Donington Park in 2012.

In 2009 keerde Parkes terug in het wereldkampioenschap superbike voor het fabrieksteam van Kawasaki. Het team kende een moeilijk seizoen waarbij Parkes als achttiende eindigde met drie tiende plaatsen als beste resultaat. Hij maakte wel een goede indruk in het Brits kampioenschap superbike, waarin hij enkel in het raceweekend op Brands Hatch deelnam, maar in alle drie de races als tweede eindigde achter Leon Camier. In 2010 keerde hij terug in het wereldkampioenschap op een Honda. Hij crashte echter zwaar in de tests voorafgaand aan het seizoen en moest de eerste drie raceweekenden missen. Ook hierna was hij voornamelijk achter in het veld terug te vinden en drie raceweekenden voor het eind van het seizoen maakte hij bekend dat hij het jaar afmaakte in het wereldkampioenschap supersport op een Kawasaki, waar hij wel een podiumplaats wist te behalen. In 2011 keerde hij fulltime terug in deze klasse, waarin hij met een overwinning op het Misano World Circuit als vierde in het kampioenschap eindigde. In 2012 keerde hij terug naar een Honda en werd met drie podiumplaatsen vijfde in de eindstand.

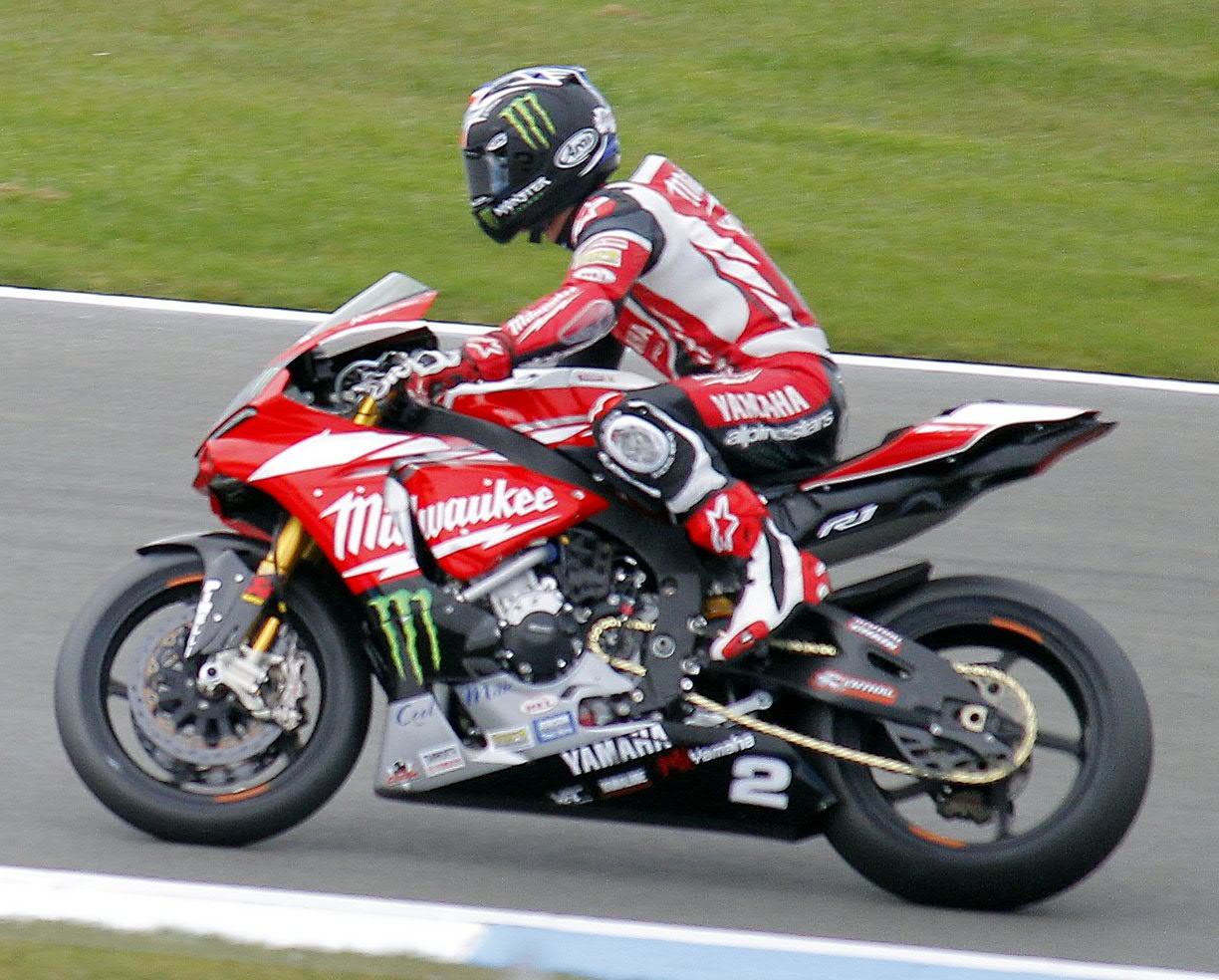
Parkes op een Yamaha Superbike in 2015.

In 2013 ging Parkes terug naar zijn thuisland om voor Yamaha het Australian FX-Superbike Championship winnend af te sluiten. Aan het eind van dat jaar keerde hij terug in het wereldkampioenschap superbike tijdens het raceweekend op het Circuito Permanente de Jerez, om de races als achttiende en twaalfde te eindigen. In 2014 maakte hij zijn debuut in de MotoGP-klasse van het wereldkampioenschap wegrace voor het fabrieksteam van Paul Bird Motorsport. Zijn beste resultaat was een elfde plaats tijdens de TT van Assen en met drie andere puntenfinishes werd hij 23e in het kampioenschap. In 2015 hield het team echter op te bestaan en maakte Parkes zijn fulltime debuut in het Brits kampioenschap superbike op een Yamaha. Hij eindigde regelmatig in de punten, maar vanaf het raceweekend op het Thruxton Circuit kon hij niet meer deelnemen omdat hij moest herstellen van een operatie aan zijn arm. Na zijn herstel nam hij deel aan European Endurance-races op een YART. In de laatste MotoGP-race van 2015 in Valencia verving hij de geblesseerde Alex de Angelis op een ART.